# Manoir de Bourdemare
Le manoir de Bourdemare est une demeure de la fin du XVIe siècle qui se dresse sur le territoire de la commune française de Manneville-la-Goupil, dans le département de la Seine-Maritime, en région Normandie. Le domaine est inscrit au titre des monuments historiques.

## Localisation
Le manoir est situé au hameau de Bourdemare, à l'écart de la route départementale 252, au niveau du chemin des Hérons qui mène à la grille d'entrée, à l'intersection du chemin des Perdrix, sur la commune de Manneville-la-Goupil, dans le département français de la Seine-Maritime.

## Historique
L'édifice aurait été bâti par Guillaume des Pommares, anobli en 1585 pour faits d'armes. Ses biens seront saisi quatre ans plus tard pour avoir tué en duel Jean de Clercy, son suzerain.
Ses héritiers, devenus au XVIIIe siècle avocats au Parlement de Paris, puis conseiller au Parlement de Normandie, se verront restitués ses biens, qu'ils conservèrent jusque dans les années 1970. Le château est alors acquis par le docteur Bleynie.

## Description
Ce petit château en brique et pierre à corps principal et ailes saillantes d'origine date de la fin du XVIe siècle. Le logis se compose d'un corps d'habitation central flanqué de deux pavillons d'angle. Un troisième pavillon, placé derrière, au centre de la façade, abrite un escalier. La distribution intérieure reproduit un type manorial classique, avec vestibule transversal ouvrant sur deux salles à cheminée. La charpente est d'origine. L'édifice est situé dans un grand clos-masure avec un talus planté et d'anciens bâtiments de ferme.
Au XVIIIe siècle, le domaine devient exploitation agricole. L'architecture paraît représentative d'une noblesse militaire de la fin du XVIe siècle ou du début du XVIIe siècle, au point de passage entre le manoir et le château.

## Protection
Le château comprenant le logis en totalité et son assiette foncière, y compris les talus et les alignements est inscrit au titre des monuments historiques par arrêté du 10 décembre 2003.